# Maison de la Chaloupe d'Or
La « Maison de la Chaloupe d'Or » (De gulden boot en néerlandais) ou « Maison des Tailleurs » (Kleermakershuis) est une maison de « style baroque classicisant » , située aux numéros 24 et 25 de la Grand-Place de Bruxelles en Belgique, entre la « Maison de l'Ange » et la « Maison du Pigeon » (qui fut habitée par Victor Hugo lors de son exil à Bruxelles en 1852).
Reconstruite en 1697, soit 2 ans après le bombardement de Bruxelles par le maréchal de Villeroy, elle est de « style baroque classicisant », et porte au sommet de la façade la statue de saint Hommebon, saint patron de la corporation des Tailleurs.

## Historique
La « Maison de la Chaloupe d'Or » était la maison de la corporation des tailleurs,,,. Elle était composée à l'origine de deux maisons, « La Chaloupe » (De Boote) et « La Taupe » (De Mol), que la guilde des tailleurs avait acquises vers 1500,,.
Les maisons qui occupent les n° 20 à 28 de la Grand-Place, entre la rue de la Colline et la rue des Harengs, occupent l'emplacement d'un groupe d'habitations expropriées par la Ville à la fin du XIVe siècle : « L'angle formé primitivement par la rue de la Colline et la Grand-Place fut modifié pendant les dernières années du XIVe siècle » : la Ville acheta trois maisons situées dans la rue de la Colline (le Rhin, la Gerbe et le Violon), la maison qui faisait le coin (l'Arbre) et sept maisons situées sur la Grand-Place (l'Olivier dit aussi l'Ange, la Chaloupe, la Taupe, le Pigeon, le Merle, le Saumon et le Carillon appelé également la Fontaine). « La place alors fut considérablement agrandie de ce côté : les maisons le Merle et le Saumon disparurent et les autres furent toutes reculées ».
« Au commencement du XVIe siècle, l'abbaye de Forest, propriétaire de l'Ange, et les tailleurs, qui avaient acheté la Chaloupe et la Taupe, se proposèrent de faire rebâtir ces maisons ». « Un octroi du 12 avril 1526, 1527 nouveau style, permit, au nom du souverain, de donner à ces maisons un façade en pierres ».
Les trois maisons l'Ange, la Chaloupe et la Taupe sont donc reconstruites en 1527 avec une façade en style gothique tardif.
Après la destruction des maisons de la Grand-Place lors du bombardement de la ville par les troupes françaises de Louis XIV commandées par le maréchal de Villeroy en août 1695, les deux maisons de la Chaloupe et de la Taupe sont relevées par Guillaume de Bruyn derrière une façade unique dont le décor sculpté est dû à Pierre Van Dievoet,,,,.
Cette réédification a lieu en 1697 comme l'atteste le chronogramme situé sur le fronton supporté par les quatre pilastres qui rythment la façade, :
qVas fVror hostILIs sUbVerterat IgnIbUs æDes
sartor restaVrat præsIDIbVsqUe DICat
Le tailleur restaure la maison qu'une fureur hostile avait anéantie par les flammes
Et il la dédie aux magistrats (de la cité)
Ce chronogramme, dont les grandes capitales indiquent l'année 1697, est un distique élégiaque dû au talent du poète néolatin Petrus Vander Borcht, beau-fils du sculpteur Pierre Van Dievoet. Au XVIIIe siècle, la maison portait le nom de « Cleermaeckers Huys » (Maison des tailleurs).
La maison est restaurée en 1882 par l'architecte Victor Jamaer (auteur de la reconstruction de la « Maison du Roi ») et légèrement modifiée en 1898 par l'architecte Adolphe Samyn (auteur de la reconstruction de la « Maison de l'Étoile » en 1897 et de la « Maison du Roi d'Espagne » en 1902).
En 2011-2012, la maison et ses voisines font l'objet de travaux de restauration, durant lesquels leurs façades sont masquées par des bâches peintes reproduisant leurs façades.
À l'heure actuelle, son rez-de-chaussée abrite une des principales tavernes de la place : « c'est une brasserie sur deux niveaux précédée d'une terrasse très convoitée en été ».

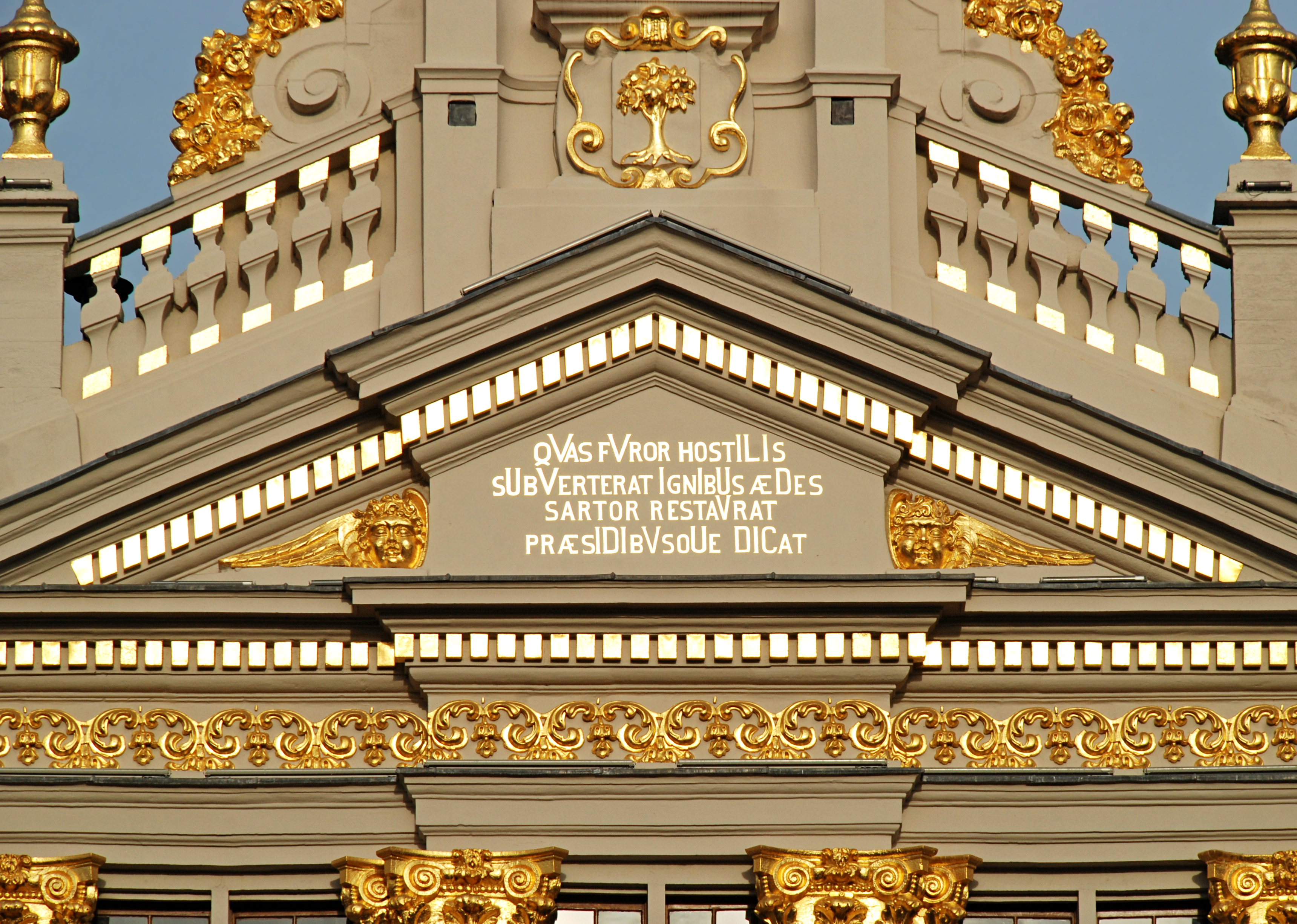
Le chronogramme figurant l'année 1697.
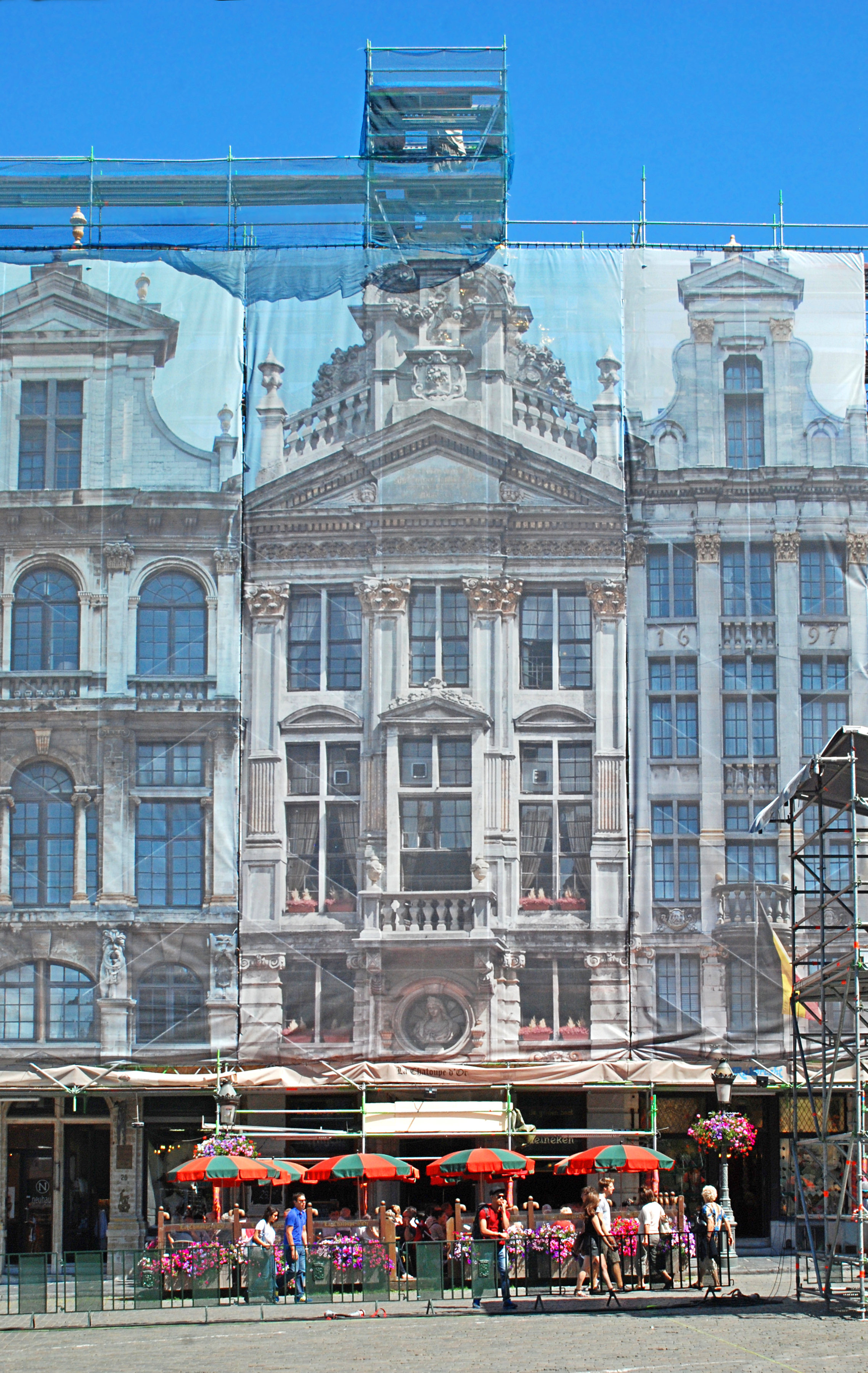
Les bâches lors des travaux de restauration en 2011-2012.

## Classement
Les façades et les toitures de toutes les maisons qui bordent la Grand-Place font l'objet d'un classement au titre des monuments historiques en tant qu'ensemble depuis le 19 avril 1977 sous la référence globale 2043-0065/0.
Le classement a été étendu à d'autres parties du bâtiment le 7 novembre 2002, sous la référence 2043-0065/024.

## Architecture

### Façade
La « Maison de la Chaloupe d'Or » s'inscrit dans un alignement de maisons qui occupe une partie du côté nord-est de la Grand-Place, entre la rue de la Colline et la rue des Harengs, et comprend Le Marchand d'or, Le Pigeon, La Chaloupe d'or, L'Ange, Joseph et Anne et Le Cerf.
Édifiée en pierre de taille, la maison présente une façade composée de trois travées, et de trois niveaux plus entresol. Son architecte en est Guillaume de Bruyn, ingénieur et contrôleur des travaux de la ville et le sculpteur en est Pierre Van Dievoet,.
Comme dans les autres réalisations de Guillaume de Bruyn sur la Grand-Place (Maison de l'Arbre d'Or et Maison des Ducs de Brabant), la combinaison d'un ordre colossal imposant et d'une ornementation baroque puissante confère une expressivité particulière à la façade de l'édifice, qui renforce sa place centrale dans cet alignement de maisons.

Le Marchand d'or, Le Pigeon, La Chaloupe d'or, L'Ange, Joseph et Anne, Le Cerf
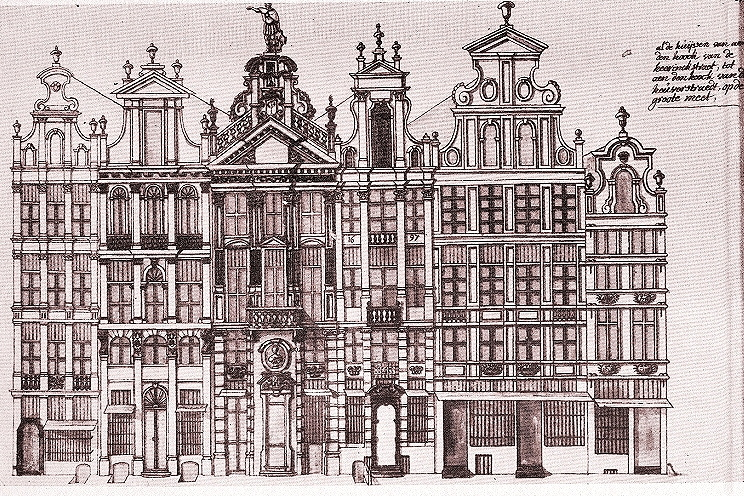
Les maisons sur un dessin de Ferdinand-Joseph Derons (1727) conservé au Musée de la ville de Bruxelles.
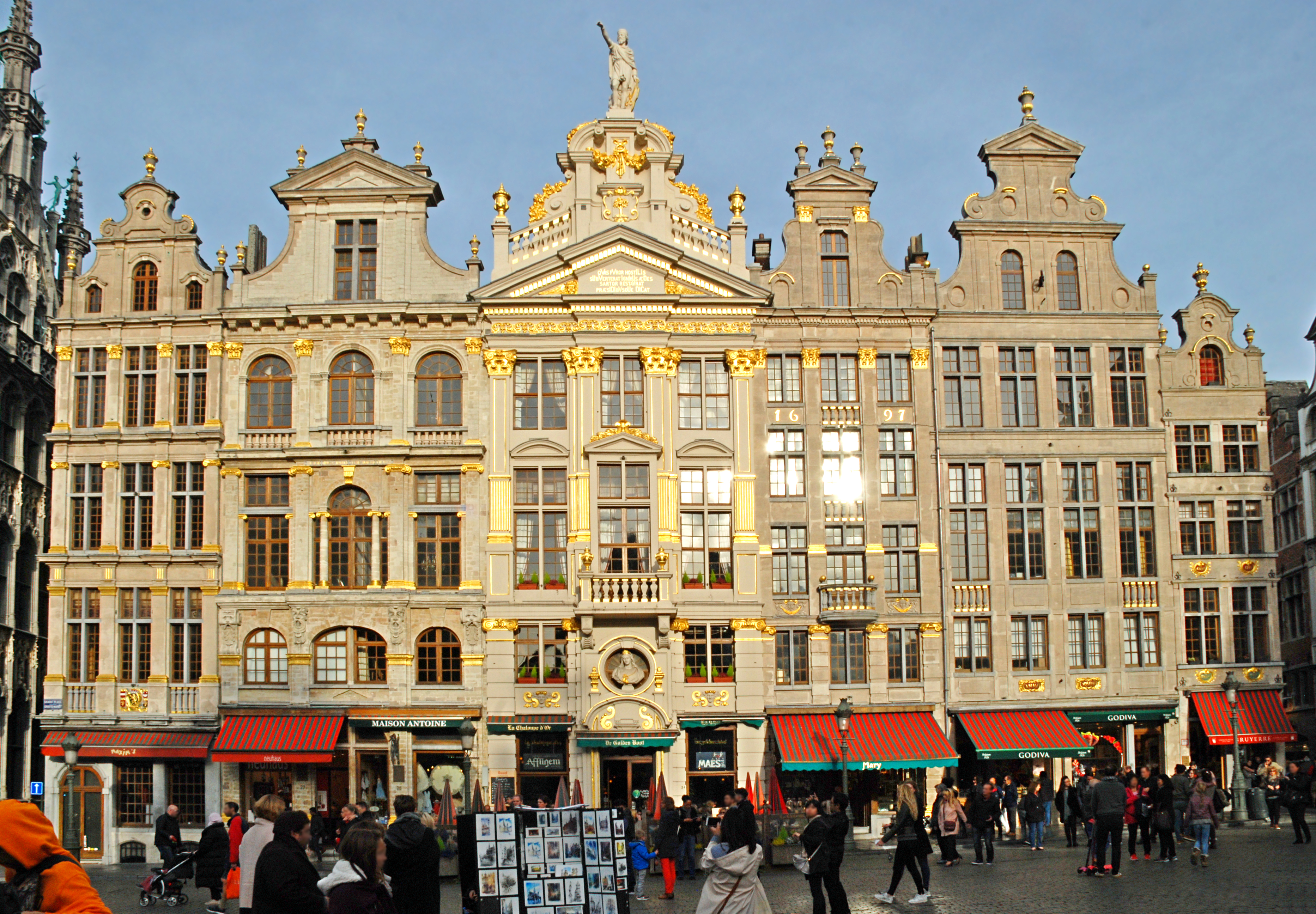
Les maisons en 2017, après la restauration de 2011-2012.

### Rez-de-chaussée et entresol
Le rez-de-chaussée et l'entresol sont liés par des pilastres à bossages surmontés de chapiteaux ioniques dorés.
La porte est surmontée d'un fronton courbe orné de volutes dorées, surmonté à son tour de deux vases dorés entourant une niche ronde ornée du buste de sainte Barbe, patronne de la gilde des tailleurs,. Ce buste ne date pas de l'époque baroque mais du XIXe siècle : il est l'œuvre de Godefroid Van den Kerckhove (1872),.
Les allèges des fenêtres des travées latérales de l'entresol sont ornées de mascarons agrémentés de volutes dorées.

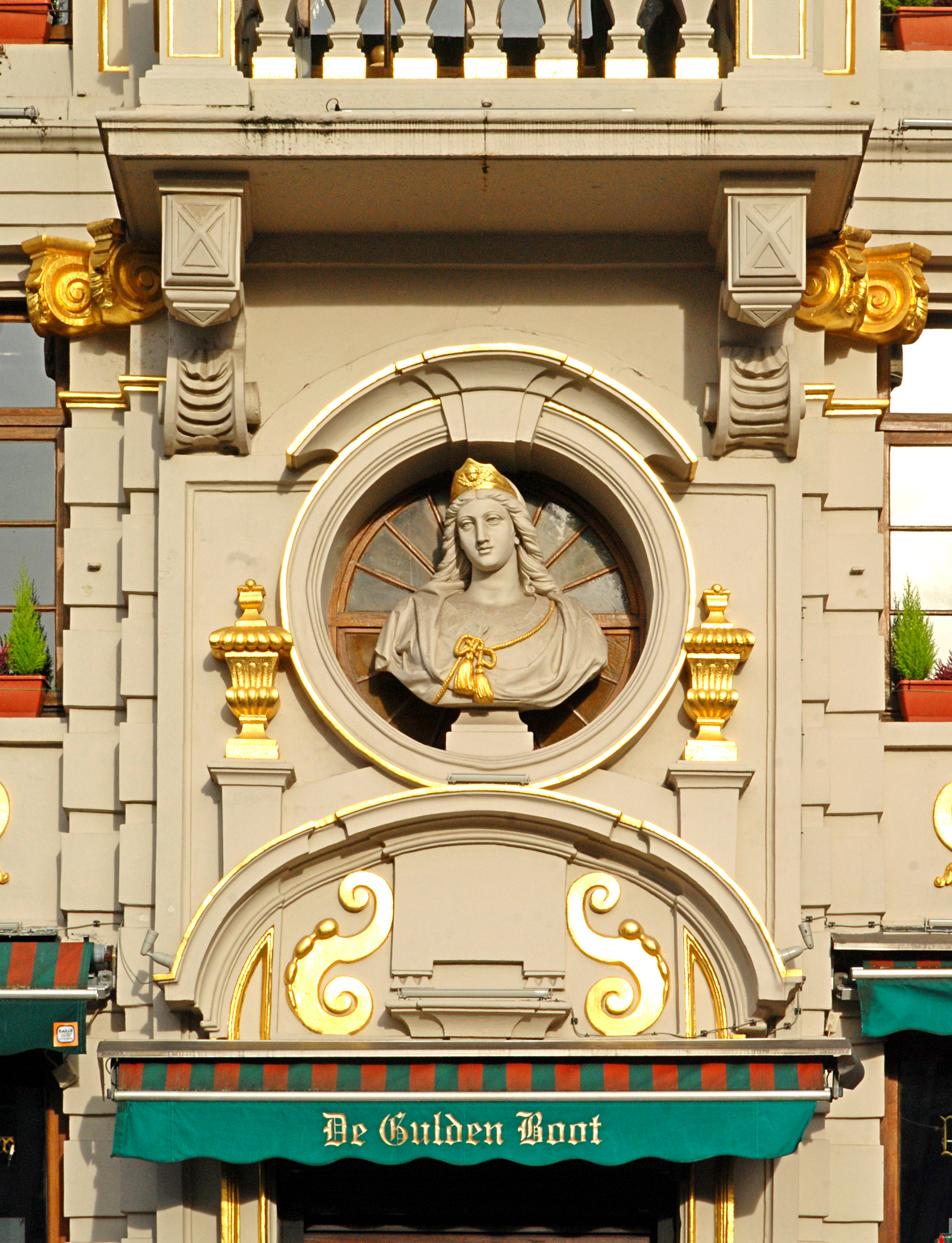
L'entrée surmontée d'un fronton et du buste de sainte Barbe.
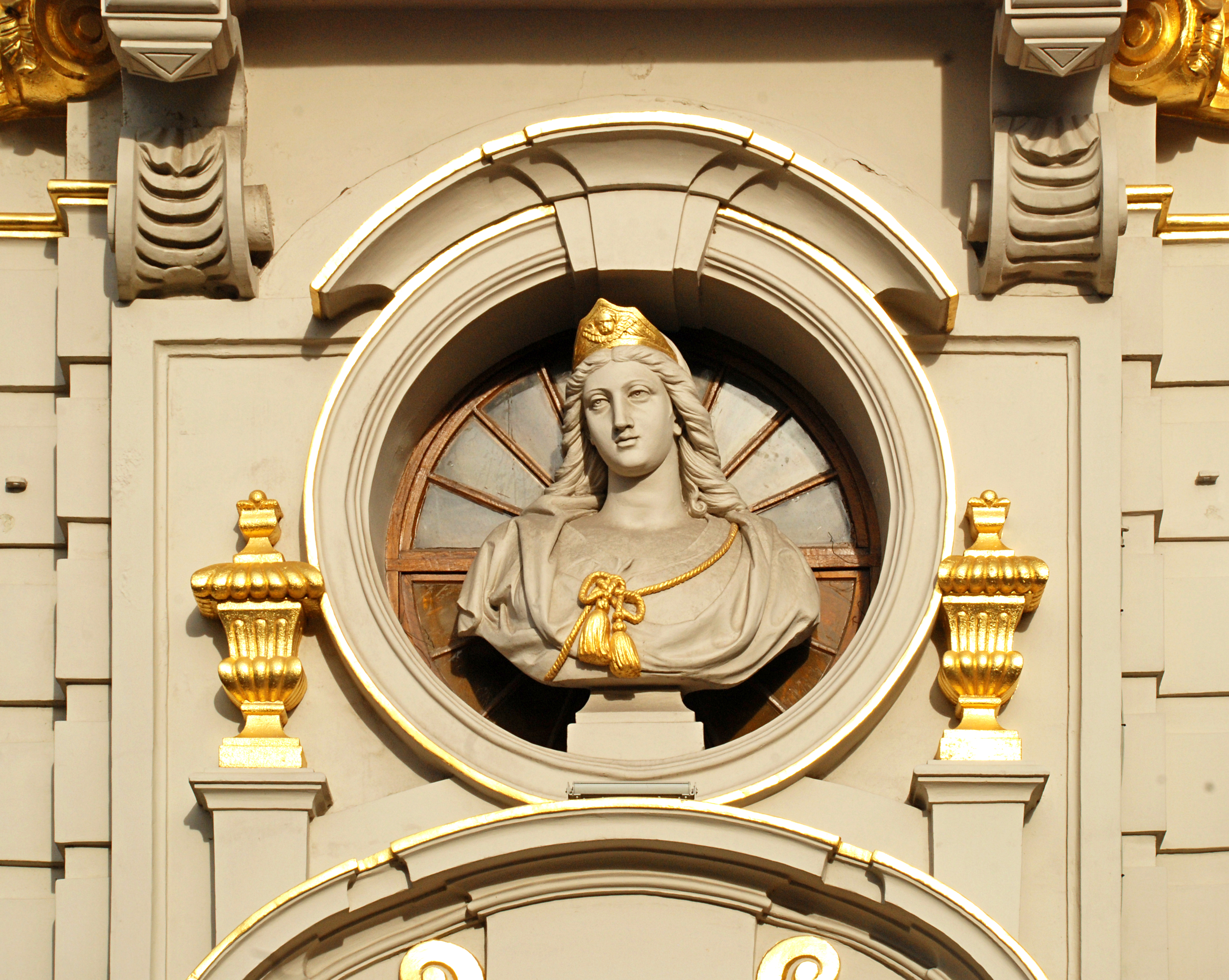
Buste de Sainte Barbe, patronne de la gilde des tailleurs (Godefroid Van den Kerckhove, 1872).
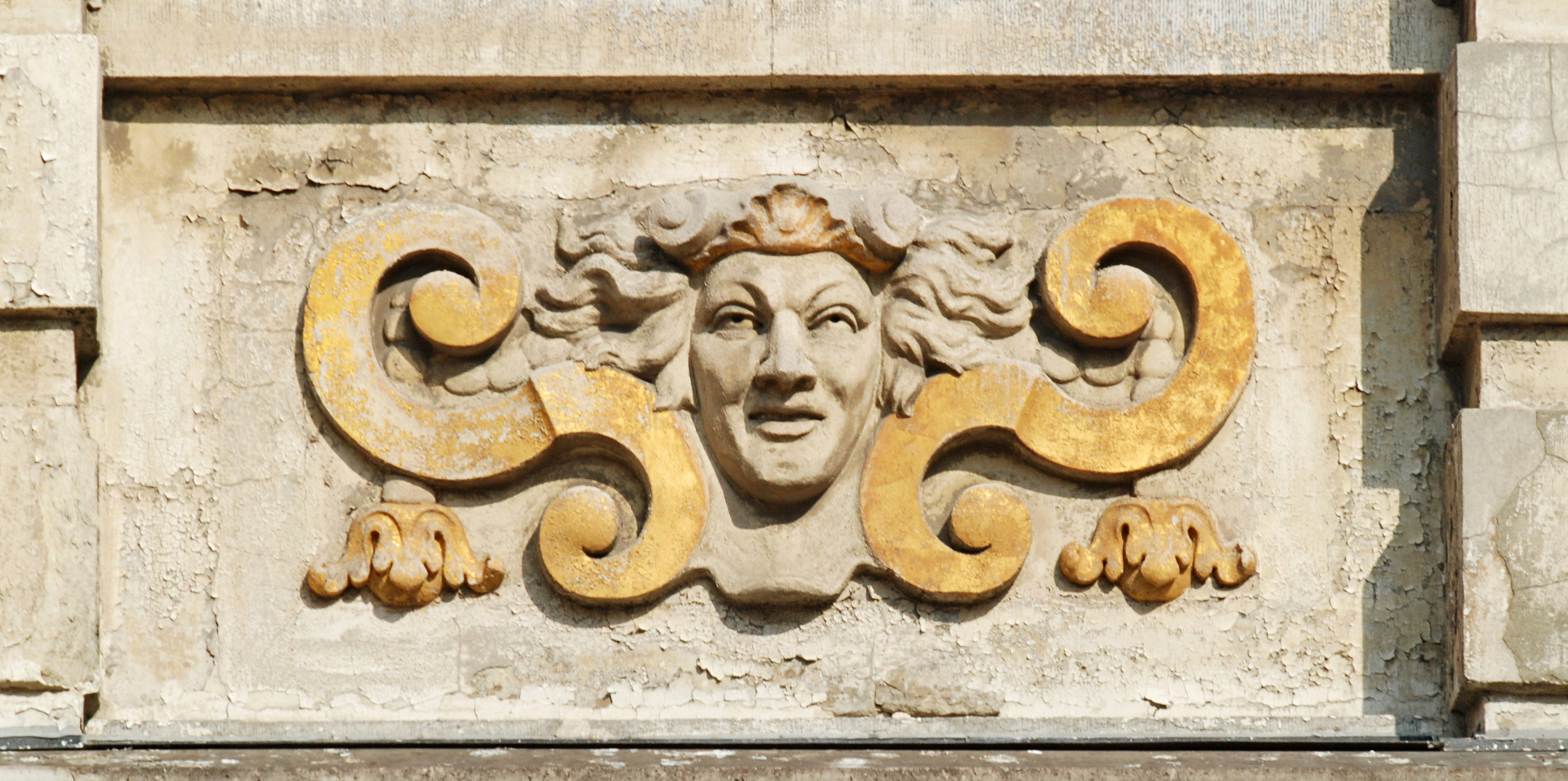
Mascaron.

### Étages, fronton et pignon
Le premier et le deuxième étage sont réunis par de grands pilastres d'ordre colossal ornés de cannelures dorées sur une partie de leur hauteur et terminés par des chapiteaux d'ordre composite à feuilles d'acanthe dorées.
La travée axiale du premier étage, précédée d'un balcon porté par des consoles en pointe-de-diamant et orné de vases dorés, est percée d'une porte-fenêtre surmontée d'un fronton triangulaire orné de feuilles de chêne. Ses travées latérales sont percées de fenêtres à croisée de pierre bleue , surmontées chacune d'un fronton courbe.
Le deuxième étage, plus sobre, est percé de simples fenêtres à meneau.
La façade est couronnée par un entablement à frise dorée portant un fronton triangulaire à l'antique orné de frises de denticules et du chronogramme décrit plus haut, dans la section consacrée à l'historique du bâtiment. Ce fronton est surmonté de vases de pierre dorés, d'une balustrade et d'un petit pignon à volutes comportant une niche ornée de guirlandes et d'un blason portant un arbre d'or.
Cette niche est surmontée par la statue de saint Homobon de Crémone, patron des tailleurs, œuvre du sculpteur bruxellois Pierre Van Dievoet,. « Cette statue est la seule œuvre monumentale de Pierre Van Dievoet qui ait été identifiée à Bruxelles ».
Selon Alain Van Dievoet, cette statue est celle « de Saint Hommebon de Crémone (Sanctus Homobonus) bénissant les passants de la Grand-Place. Il ne s'agit pas de saint Boniface comme l'a cru Des Marez ! Cette statue est identifiée comme étant bien saint Hommebon et non pas saint Boniface dans le dossier iconographique la concernant classé à l'Institut royal du patrimoine artistique »,. Et en effet, saint Boniface (Boniface de Mayence, autre patron des tailleurs) est toujours représenté en évêque dans l'iconographie, alors que saint Hommebon de Crémone est représenté comme un marchand du Moyen Âge italien, avec une tunique et une coiffe médiévale semblables à celles que l'on aperçoit sur la statue qui couronne la « Maison de la Chaloupe d'Or ».
L'écu que saint Hommebon tient de la main gauche est orné d'une paire de ciseaux, attribut des tailleurs.

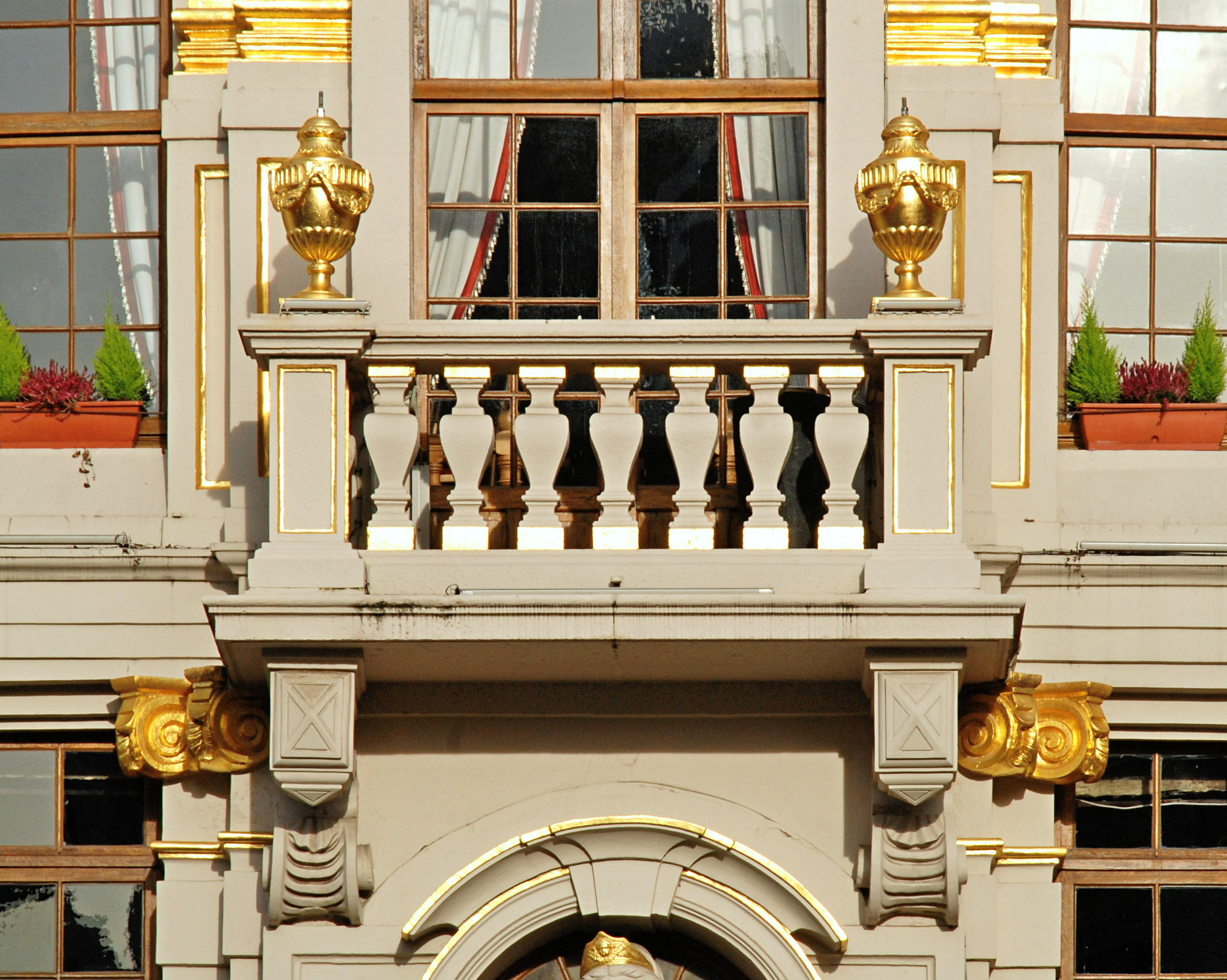
Le balcon orné de vases dorés.
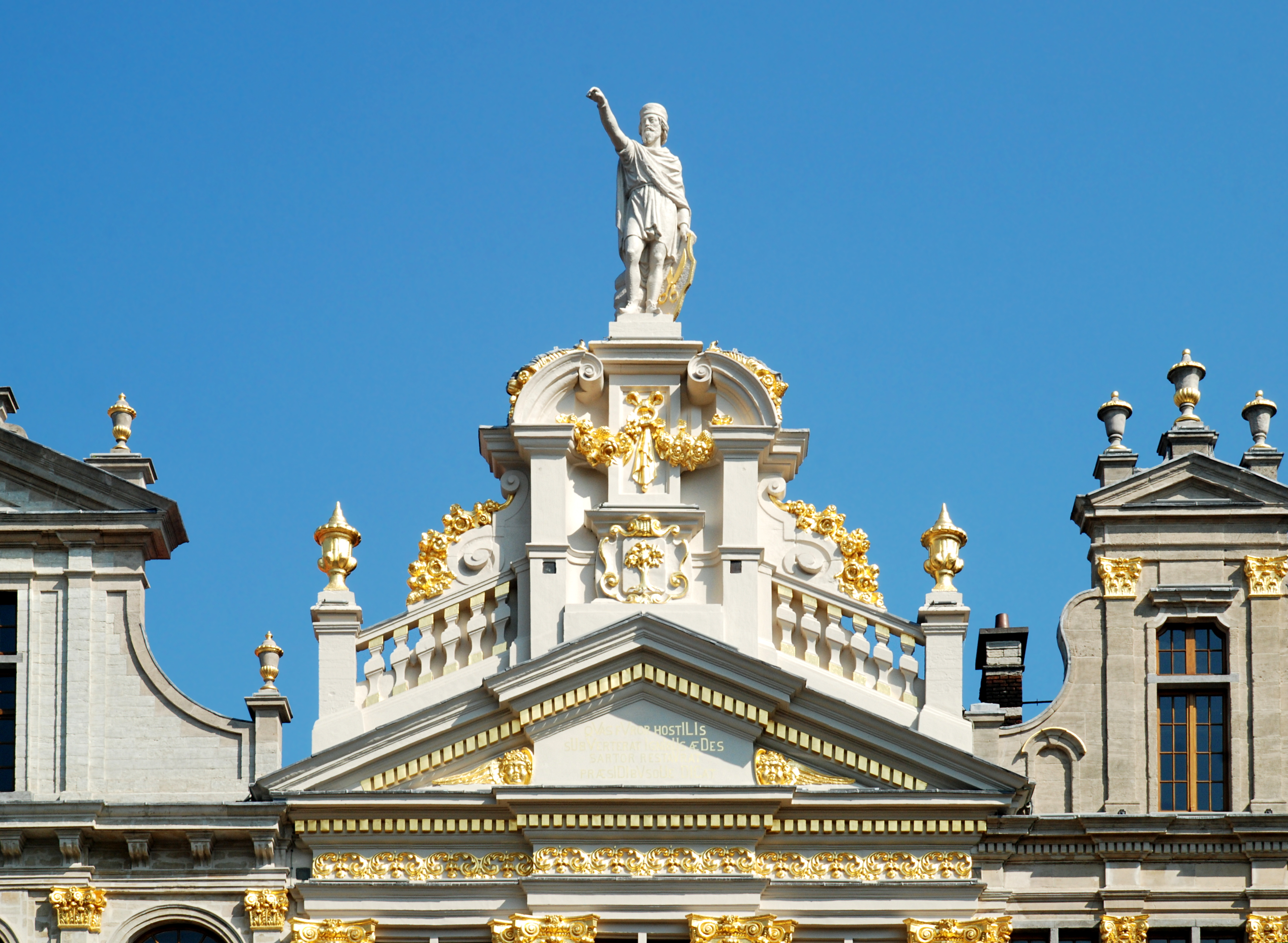
Le fronton, le pignon et la statue de saint Homobon de Crémone, patron des tailleurs.
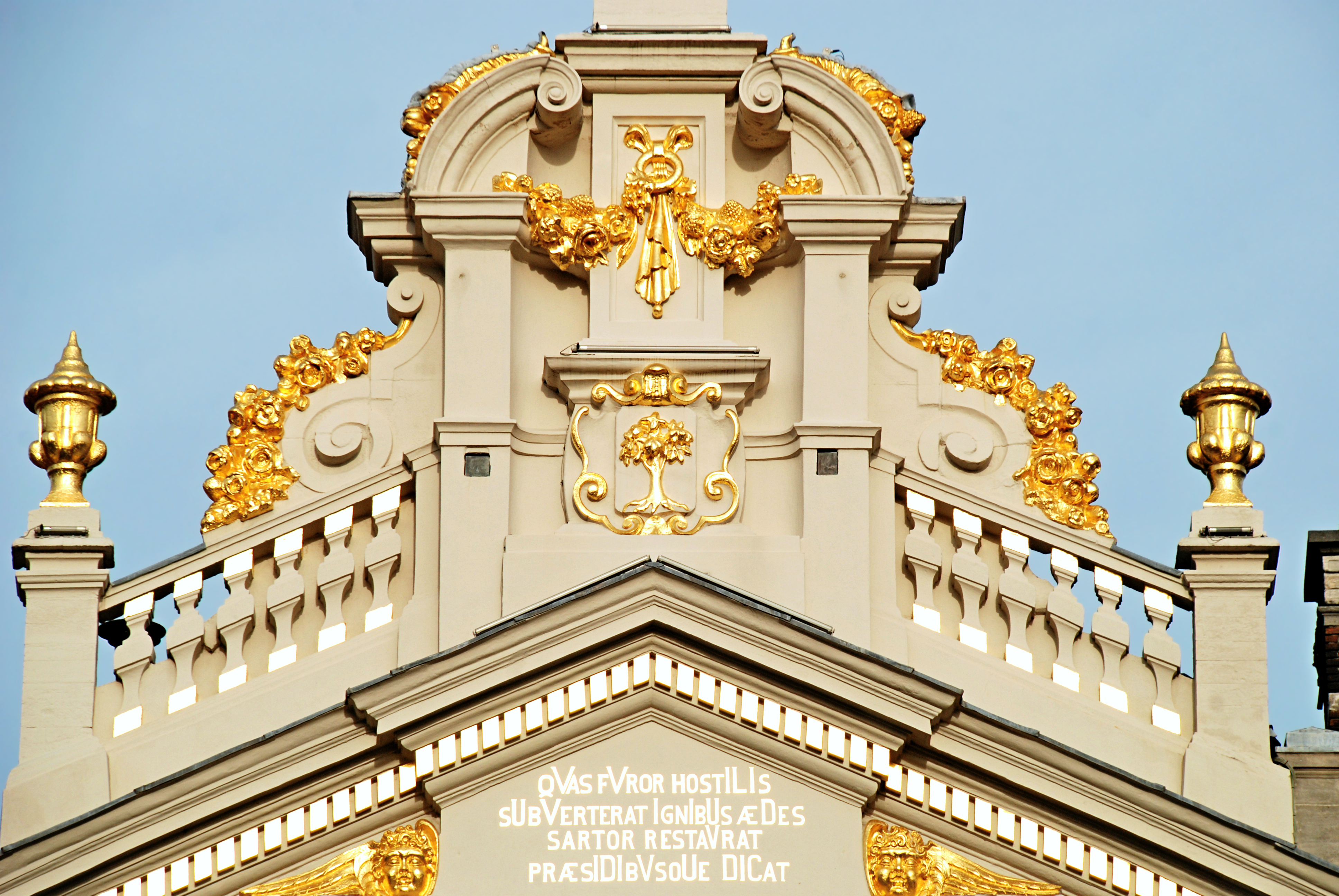
Détail du chronogramme et du pignon.

## Patrimoine
Selon les historiens Henne et Wauters (1845), la Maison des Tailleurs abritait jadis trois toiles de Janssens : le Couronnement de la Vierge, Sainte Barbe et le Martyre de Saint Boniface.